# Molly Burnett
Molly Kathleen Burnett (23 de abril de 1988), é uma atriz, cantora e produta norte-americana. Ela é mais conhecida por interpretar Kelly Ann na série da USA Network Queen of the South e Melanie Jonas na soap opera Days of Our Lives.
Burnett foi nomeada para o Daytime Emmy Award na categoria de Outstanding Younger Actress in A Drama Series em 2010 e 2012, e na categoria Outstanding Supporting Actress in a Digital Daytime Drama Series em 2018.

## Vida
Burnett é a filha primogénita de Katie e David Burnett, e foi criada num subúrbio de Denver Littleton, Colorado junto com o irmão mais novo Will. Enquanto frequentava a escola secundária de Littleton, conseguiu papéis em produções escolares e companhias de teatro na área de Denver. Os seus créditos incluem participações em A Midsummer Night's Dream, Noises Off, e Annie. Depois de concluir o ensino secundário, Burnett inscreveu-se na Wagner College, uma escola privada de artes liberais em Staten Island.

## Carreira
Em 2008, Burnett conseguiu o papel de Melanie Jonas na soap opera Days of Our Lives. Em 2012, deixou o programa para participar em CSI: NY e Major Crimes como atriz convidada. Conseguiu o seu primeiro papel num filme, interpretando Ashley Bloom no filme original da MTV Ladies Man: A Made Movie, bem como o papel de Justine Gable no filme do Hallmark Hall of Fame This Magic Moment. No final de 2015, Burnett apareceu em vários episódios de CSI: Cyber como Nina Moore. Burnett interpretou também Lex no thriller de ficção científica Ctrl+Alt+Del, Lisa em The Wedding Party, e Southern Belle Kate Stenson em Shattered.
Burnett regressou a Days of Our Lives durante seis meses, no final de 2014. A meio de 2016, interpretou temporariamente Maxie Jones na série General Hospital. A meio de 2018, Burnett voltou a General Hospital para substituir a doente Kirsten Storms. De 2017 a 2021, Burnett interpretou Kelly Ann na série da USA Network Queen of the South. Em 2022, conseguiu o papel recorrente de Detetive Grace Muncy, na série da NBC Law & Order: Special Victims Unit, na vigésima quarta temporada, antes de ser promovida a regular no sétima episódio. A 19 de maio de 2023, foi anunciado que Burnett iria deixar a série depois de apenas uma temporada.

## Filmografia
| Ano  | Título                   | Papel         | Notas |
| ---- | ------------------------ | ------------- | ----- |
| 2013 | Ladies Man: A Made Movie | Ashley Bloom  |       |
| 2014 | Parking                  | Sarah         |       |
| 2015 | Hiker                    | Brooke Ferrio |       |
| 2016 | Ctrl Alt Delete          | Lex           |       |
| 2016 | The Wedding Party        | Lisa          |       |
| 2017 | Mommy I Didn't Do It     | Gail Saverin  |       |
| 2017 | Shattered                | Kate Stinson  |       |

| Ano                  | Título                              | Papel                         | Notas                                                                 |
| -------------------- | ----------------------------------- | ----------------------------- | --------------------------------------------------------------------- |
| 2007                 | Life                                | Josie                         | Episódio: "Serious Control Issues"                                    |
| 2008–2012, 2014–2016 | Days of Our Lives                   | Melanie Layton Kiriakis Jonas |                                                                       |
| 2009–2014            | True Blood                          | Amanda Jane                   | Episódio: "Keep This Party Going"                                     |
| 2010                 | Good Luck Charlie                   | Madison                       | Episódio: "Boys Meet Girls"                                           |
| 2011–2012            | Venice: The Series                  | Sarah                         | Web série; papel principal (temporada 3)                              |
| 2012                 | CSI: NY                             | Molly Byrne                   | Episódio: "Slainte"                                                   |
| 2012                 | Cameras                             | Molly                         | Web série; papel principal                                            |
| 2013                 | Zach Stone Is Gonna Be Famous       | Deb                           | Episódio: "Zach Stone Is Gonna Be The Zacthelor"                      |
| 2013                 | Major Crimes                        | Kim Riley                     | Episódio: "Jailbait"                                                  |
| 2013                 | This Magic Moment                   | Justine Gable                 | Filme de TV                                                           |
| 2013                 | Addicts Anonymous                   | Haley Meyers                  | Web série; papel principal                                            |
| 2013, 2015           | Jessie                              | Darla Shannon                 | Episódios: "GI Jessie", "A Close Shave"                               |
| 2015                 | Longmire                            | Sarah                         | Episódio: "Four Arrows"                                               |
| 2016, 2018           | General Hospital                    | Maxie Jones                   | Substituta temporária: Julho 5, 2016 – Julho 29, 2016 Junho 1–4, 2018 |
| 2016–2017            | Relationship Status                 | Laura                         | Episódios: "The Good Guy", "The Match", "The Ring Bearer"             |
| 2015–2016            | CSI: Cyber                          | Nina Moore                    | 4 episódios                                                           |
| 2017–2021            | Queen of the South                  | Kelly Anne Van Awken          | Papel recorrente, 21 episódios                                        |
| 2018                 | The Love in the Attic: A True Story | Dolly Oesterreich             | Filme de TV                                                           |
| 2022                 | Chicago P.D.                        | Raquel Landry                 | Episódio: Fool's Gold                                                 |
| 2022–2023            | Law & Order: Special Victims Unit   | Detective Grace Muncy         | Elenco principal (temporada 24)                                       |
| 2023                 | Law & Order: Organized Crime        | Detective Grace Muncy         | Episódio: "With Many Names"                                           |

| Ano  | Título              | Papel       | Artista   |
| ---- | ------------------- | ----------- | --------- |
| 2018 | "Give Me Your Hand" | Ela própria | Shannon K |

## Prémios e nomeações
| Ano  | Prémio              | Categoria                                                        | Série               | Resultado | Ref.   |
| ---- | ------------------- | ---------------------------------------------------------------- | ------------------- | --------- | ------ |
| 2010 | Daytime Emmy Award  | Outstanding Younger Actress in a Drama Series                    | Days of Our Lives   | Indicado  | [ 12 ] |
| 2012 | Daytime Emmy Awards | Outstanding Younger Actress in a Drama Series                    | Days of Our Lives   | Indicado  | [ 13 ] |
| 2018 | Daytime Emmy Award  | Outstanding Supporting Actress in a Digital Daytime Drama Series | Relationship Status | Indicado  | [ 14 ] |